# Тиберий Клавдий Азелл (претор)
Тибе́рий Кла́вдий Азе́лл (лат. Tiberius Claudius Asellus; III век до н. э.) — римский политический деятель из плебейской ветви аристократического рода Клавдиев, претор 206 года до н. э. Упоминается в сохранившихся источниках только в связи с претурой. После избрания получил в управление Сардинию с одним легионом, состоявшим из новобранцев. Годом позже человек с таким же именем занимал должность плебейского эдила, но это явно не бывший претор.